# Milesia flavifacies
Milesia flavifacies är en tvåvingeart som först beskrevs av Jacques-Marie-Frangile Bigot 1875.  Milesia flavifacies ingår i släktet Milesia och familjen blomflugor. Inga underarter finns listade i Catalogue of Life.